# Ada Flatman
Ada Susan Flatman (1876-1952) fue una sufragista británica que trabajó en el Reino Unido y los Estados Unidos.

## Biografía
Ada Susan Flatman nació en Suffolk en 1876. Tenía buena situación financiera y se interesó por los derechos de la mujer. Vivía en la misma residencia del Twentieth Century Club Notting Hill que su colega activista Jessie Stephenson.
Flatman fue enviada a la prisión de Holloway, después de que participó en la redada a las Casas del Parlamento en 1908, dirigida por Marion Wallace Dunlop, Ada Wright y Katherine Douglas Smith, y una segunda oleada de Una Dugdale. Al año siguiente, fue contratada por la Unión Política y Social de Mujeres (WSPU por sus siglas en inglés) para organizar sus actividades en Liverpool, reemplazando a Mary Phillips. Flatman organizó un alojamiento para Constance Lytton cuando llegó a Liverpool disfrazada de obrera, con el objetivo de ser arrestada por activismo sufragista y generar publicidad adecuada.
En mayo de 1909, Flatman estaba en Bristol y evadió a los detectives asignados para seguirla (y a muchos agentes de policía uniformados) para distribuir folletos sobre la causa sufragista. Lo hizo en el Hotel Royal con motivo del discurso ante la Cámara de Comercio del político anti-sufragio femenino Augustine Birrell. En diciembre del mismo año, fue una de las que protestaron en el Royal Albert Hall contra la posición de David Lloyd George respecto al sufragio femenino. En un artículo de un periódico contemporáneo en el London Evening Standard, la activista por el sufragio Frances Ede describía cómo los camareros arrastraron a Flatman de su asiento y la sacaron "con una violencia bastante innecesaria".

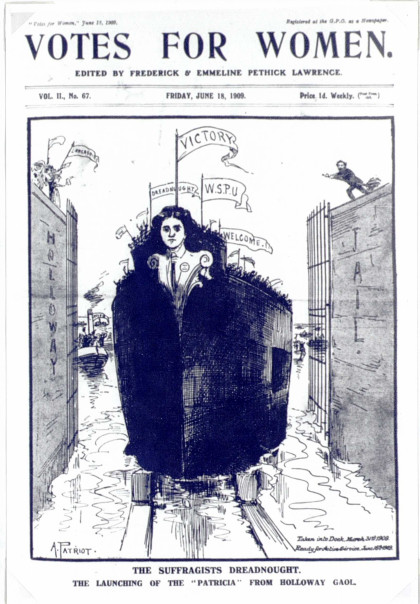
Portada de mayo de 1909 de Votes for Women que muestra a Patricia Woodlock como un acorazado.

En julio de 1910, Flatman fue una de las oradoras clave en una de las plataformas de la manifestación de 10.000 mujeres en Hyde Park. Trabajaba con Alice Stewart Ker, pero Emmeline Pethick confió en Flatman cuando Liverpool solicitó que se les permitiera abrir una delegación de WSPU. Patricia Woodlock instaló el puesto para ella y se convirtió en un éxito y recaudó importantes fondos para la causa. Flatman organizó la publicidad en torno a la liberación de Woodlock, que había cumplido una pena de prisión en Holloway. Una copia de 1909 de Votes for Women mostraba a «Patricia» como un acorazado. Cuando repentinamente renunció como coordinadora de la delegación en 1910, debido a una diferencia en el enfoque de la campaña, Alice Morrissey reemplazó a Flatman como organizadora voluntaria de la delegación, hasta que se nombró a otra miembro del personal para dirigirlas.
Al año siguiente, Flatman se convirtió en secretaria honoraria de la WSPU en Cheltenham. Emmeline Pankhurst visitó Cheltenham poco después de su nombramiento y también comenzó a organizar locales «en los hogares». Cuando el ministro del gobierno liberal, Charles Hobhouse, habló en el Shire Hall de Gloucester, Flatmen intentó en vano hacerle preguntas sobre el sufragio femenino, pero fue expulsada del lugar.
Cuando comenzó la Primera Guerra Mundial en 1914, las principales organizaciones sufragistas acordaron suspender sus protestas hasta que terminara la guerra. Muchas activistas no estaban de acuerdo; Flatman, que vivía en Bristol, fue una de ellas y se unió al Cuerpo de Emergencia de Mujeres, fundado por Evelina Haverfield. Decidió continuar su trabajo en Estados Unidos, emigrando para trabajar en el periódico The Suffragist de Alice Paul en 1915, convirtiéndose en su directora comercial y publicitaria.
Flatman estaba en Chicago en 1916, trabajando como organizadora al aire libre para la Convención del Partido de Mujeres que se llevaba a cabo allí. El New York Herald afirmó que ella inauguró la campaña de instalación de vallas publicitarias sin ayuda de nadie; señalando que lo hizo vestida íntegramente con el color púrpura del sufragio. El informe señalaba además que Flatman estaba dirigiendo escuadrones de carteles anti- Wilson en todos los estados sufragistas con miras a ganar un total de un millón.
Después de la guerra, Flatman deseaba continuar su trabajo por el sufragio, pero las organizaciones en Estados Unidos y Sudáfrica no aceptaron sus ofertas de ayuda. El sufragio femenino pleno se logró en Estados Unidos en 1920 y en el Reino Unido en 1928. Flatman regresó a Inglaterra en la década de 1930, fue un activista por la paz, y apoyó el trabajo de Edith How-Martyn en la documentación del movimiento en la Suffragette Fellowship. Flatman dejó £25 en su testamento (de un patrimonio de £250) a la beca.
Flatman murió en Eastbourne, Sussex, en 1952.

## Legado

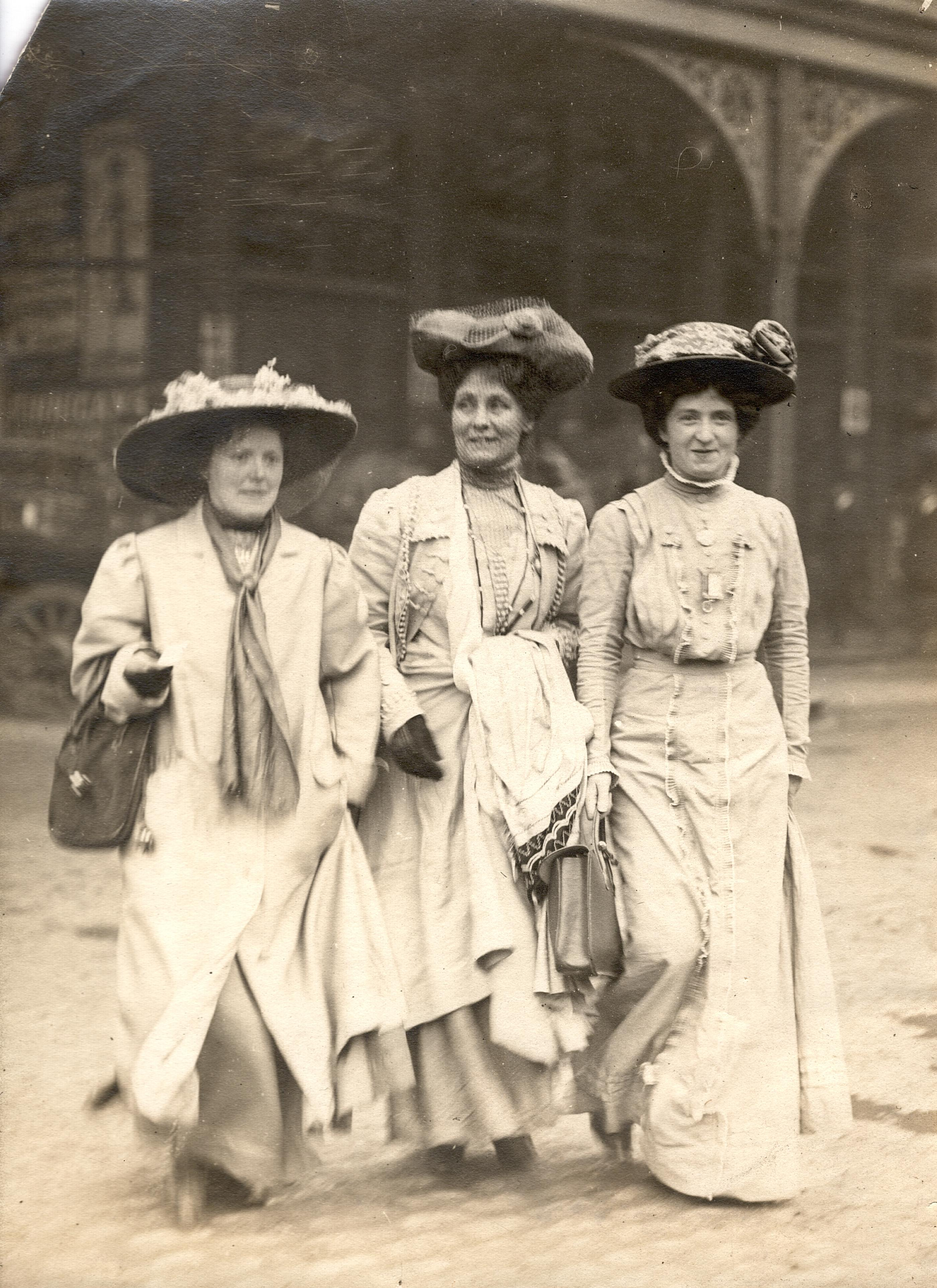
Mary Gawthorpe, Emmeline Pankhurst y Ada Flatman.

La BBC recuerdos de Flatman fueron grabado por la BBC. También había conservado un álbum de recortes de sus aventuras durante el sufragio, que ahora se encuentra en el Museo de Londres.